# راؤول ميسكيتا
راؤول ميسكيتا (بالبرتغالية: Raul Mesquita‏) هو كاتب برتغالي، ولد في 12 مايو عام 1949، في لشبونة، في البرتغال.